# Коммендони, Джованни Франческо
Джованни Франческо Коммендони (итал. Giovanni Francesco Commendoni; 17 марта 1524, Венеция, Венецианская республика — 26 декабря 1584, Падуя, Венецианская республика) — итальянский кардинал, папский дипломат. Епископ Кефалинии и Закинфа с 25 октября 1555 по 1560. Апостольский нунций в Польше с сентябрь 1563 по декабрь 1565. Камерленго Священной Коллегии кардиналов с 10 января 1583 по 16 января 1584. Кардинал-дьякон с 12 марта 1565, с титулярной диаконией S. Ciriaco alle Terme, pro illa vice, с 15 ноября 1566 по 5 июля 1574. Кардинал-священник с титулом церкви Санта-Мария-дельи-Анджели-э-деи-Мартири с 5 июля 1574 по 9 января 1584. Кардинал-священник с титулом церкви Сант-Анастазия с 9 января по 14 мая 1584. Кардинал-священник с титулом церкви Сан-Марко с 14 мая 1584.

## Биография
Получив прекрасное гуманитарное и юридическое образование, он в 1551 поступил на службу к папе Юлию III, который сумел оценить его ум и способности. В течение двадцати лет Коммендони пользовался большим доверием римского двора и посылался, в качестве нунция и легата, в различные государства, чтобы противодействовать распространению Реформации. Особенно важное значение имели его поездки в Германию и Польшу. Услуги, оказанные им делу католицизма в Польше, были столь значительны, что он в 1565 был возведён в кардинальский сан. После возвращении из второй миссии в Польшу, где он пробыл с 1571 по 1573, его авторитет при папском дворе значительно пошатнулся: им были недовольны за то, что ему не удалось провести австрийского эрцгерцога Эрнеста на польский престол.